# Shawn O'Malley
Shawn O'Malley (né le 28 décembre 1987 à Richland, Washington, États-Unis) est un ancien joueur d'utilité.

## Carrière
Shawn O'Malley est repêché au 5e tour de sélection par les Devil Rays de Tampa Bay en 2006. Il passe 8 saisons en ligues mineures dans l'organisation des Rays sans atteindre le plus haut niveau.
Après la saison 2013, O'Malley rejoint les Angels de Los Angeles et passe une année complète dans les mineures avant de faire avec eux ses débuts dans le baseball majeur le 7 septembre 2014 face aux Twins du Minnesota. O'Malley, qui est joueur de champ intérieur dans les ligues mineures, est aligné comme frappeur désigné puis joueur de champ droit dans ce premier match. Amené comme frappeur suppléant pour Albert Pujols, il réussit immédiatement son premier coup sûr dans les majeures aux dépens du lanceur Ryan Pressly, ce qui lui vaut un premier point produit. Il termine le match avec deux coups sûrs en deux passages au bâton.
Le 22 janvier 2015, il signe un contrat des ligues mineures avec les Mariners de Seattle. Il maintient une moyenne au bâton de ,262 en 24 matchs joués pour Seattle en 2015, avec un circuit, 7 points produits, 10 points marqués et 3 buts volés. Son premier circuit dans les majeures est frappé le 5 septembre 2015 aux dépens du lanceur Arnold León des Athletics d'Oakland.